# Bathyergus janetta
Bathyergus janetta é uma espécie de roedor da família Bathyergidae.
Pode ser encontrada no sul da Namíbia e oeste da África do Sul.
Há três populações isoladas, a primeira na Baía Alexander, na foz do rio Orange, a segunda de Port Nolloth a Groen Rivier, e a terceira de Steinkopf a Kamieskroon e Kamiesberg.
Habita áreas de dunas costeiras. É uma espécie subterrânea e solitária.